# Fehérfarkú fácán
A fehérfarkú fácán vagy Bulwer-fácán (Lophura bulweri) a madarak osztályának tyúkalakúak (Galliformes) rendjébe és a fácánfélék (Phasianidae) családjába tartozó faj.
Tudományos nevét James Bulwer angol természettudós után kapta.

## Előfordulása
Borneó szigetén endemikus faj. A szigeten osztozó mindhárom ország, így Brunei, Indonézia és Malajzia területén is honos.

## Megjelenése
A hím testhossza 77-80 centiméter, testtömege 1250 gramm. Arcrésze és két oldalt lelógó bőrfüggeléke kék, hosszú fehér farka van. A tyúk kisebb testű, testhossza 50-55 centiméter és 1100 gramm. Vörösesbarna tollazatú.
|  |  |

## Szaporodása
Fészekalja 5 tojásból áll, melyen 25 napig kotlik.